# Cornelia Niemann
Cornelia Niemann (* 1943 in Siegroth, Schlesien) ist eine Theaterschauspielerin und Kabarettistin. 

## Leben
Ihre Schauspielausbildung absolvierte Niemann an der Otto-Falckenberg-Schule in München. Ein erstes Engagement erhielt sie von 1966 bis 1969 an den Städtischen Bühnen Münster. Danach folgten Anstellungen in Tübingen, Heidelberg und von 1972 bis 1976 am Schauspiel Frankfurt am Main. Von 1976 bis 1979 arbeitete sie am renommierten Theater am Turm (TAT) in Frankfurt. Seit 1979 ist Cornelia Niemann freiberuflich tätig. Gastspielreisen führten sie an die großen Schauspielhäuser in Darmstadt, Düsseldorf, Stuttgart und Bochum. 1984 brachte sie ihr erstes Kabarettprogramm „Fettige Gesänge über Liebe, Schlankheit und Schönheit“ gemeinsam mit Anne Bärenz und Annemarie Roelofs heraus. Inzwischen hat sie 15 weitere Theater- und Kabarettprogramme erarbeitet, mit denen sie unterwegs ist. Daneben ist sie für Rundfunk und Fernsehen tätig, z. B. in der ARD-Familienserie Ein Haus in der Toscana von 1990 bis 1994. 1999 wurde sie mit dem Tony-Sender-Preis der Stadt Frankfurt am Main ausgezeichnet. war sie mit Sabine Fischmann und Jo van Nelsen in „Wir richten scharf und herzlich! – Eine Jahrhundertrevue des deutschen Kabaretts“ (Regie und Zusammenstellung: Jo van Nelsen) zu sehen.

## Filmografie
- 1966: Musik
- 1971: Apokal
- 1986: Der Fahnder – Kettenreaktion
- 1986: Vermischte Nachrichten
- 1987: Schloß & Siegel
- 1987: Vorfall am Fluß
- 1989: Singles
- 1990: Ein Haus in der Toscana
- 1996: Kurklinik Rosenau
- 2002: Tatort – Oskar
- 2009: Fliegen